# نهر چیلیسکواک
نهر چیلیسکواک یکی از ریزابه‌های رودخانه ساسکوهنا شاخه غربی در شهرستان مونتوور و شهرستان نورث‌آمبرلند، در پنسیلوانیا، در ایالات متحده است. تقریباً ۲۰٫۲ مایل (۳۲٫۵ کیلومتر) است طول دارد و از شهرستان دری، واشینگتن‌ویل، و لیبرتی در شهرستان مونتور و شهرستان چیلیسکواک شرقی و شهرستان چیلیسکواک غربی در شهرستان نورث‌آمبرلند می‌گذرد. حوضه آبخیز نهر ۱۱۲ مایل مربع (۲۹۰ کیلومتر مربع) مساحت دارد. اثرات کشاورزی باعث شده است که بیشتر نهرهای حوضه آبریز نهر (از جمله ساقه اصلی) دچار اختلال شوند. میانگین آبدهی سالانه نهر بین سال‌های ۱۹۸۰ و ۲۰۱۴ بین ۴۸٫۲ تا ۱۴۶٫۰ فوت مکعب بر ثانیه (۱٫۳۶ تا ۴٫۱۳ متر مکعب بر ثانیه) بوده است. حوزه آبخیز آن عمدتاً از زمین‌های کشاورزی تشکیل شده است. این نهر جزو جریان‌های آب گرم است.